# HMS Untamed (P58)
Le HMS Untamed est un sous-marin de la classe U de la Royal Navy.
Le 30 mai 1943, il coule lors d'un exercice d'entraînement, tout l'équipage meurt. L’Untamed est cependant récupéré fin juin 1943 et rebaptisé HMS Vitality et sert du 19 juillet 1944 jusqu'au 23 juin 1945. Il est mis au rebut le 13 février 1946.

## Histoire
Le 30 mai 1943, à la fin d'un exercice au large de Campbeltown avec le yacht armé HMS Shemara, le HMS Untamed ne fait pas surface. Il ne répond pas aux tirs du Shemara depuis 15 heures. À 16 heures, le Shemara fait un signalement de la situation. L'exercice doit se terminer à 17 heures, mais l’Untamed n'a pas refait surface. Le Shemara a entre-temps entendu les bruits de ses moteurs en marche et de ses réservoirs soufflés. À 17 h 45, le yacht indique avoir obtenu un contact par son ASDIC avec le sous-marin couché sur le fond. Le navire de sauvetage HMS Tedworth a l'ordre de se rendre sur les lieux, mais à son arrivée, les plongeurs ne peuvent pas descendre à cause de la marée. Le lendemain, les opérations de plongée sont impossibles en raison du mauvais temps. Le 1er juin, on décide qu'il n'y a aucun espoir pour les survivants. Les plongeurs descendent ce jour-là et trouvent l’Untamed debout sur le fond marin. Le 5 juin, des plongeurs trouvent les deux trappes d'évacuation fermées mais que la suivante n'était pas sécurisée. Lorsqu'ils ouvrent la trappe extérieure, le corps du chef mécanicien de la salle des machines est retrouvé et déposé à Campbeltown.
Fin juin, le HMS Untamed est récupéré. Du 16 au 17 juillet 1943, il est remorqué de Campbeltown à Barrow pour y être remis en état.
La cause de l'accident est que la partie avant du sous-marin fut inondée par une vanne d'écluse mal installée. L’Untamed n'a donc pas pu faire surface. Une tentative pour s'échapper eut lieu de la salle des machines, mais cette tentative échoue en raison d'une autre vanne mal installée.
Le 19 juillet 1944, le HMS Vitality repart de Barrow. Il fait sa première patrouille du 12 au 29 octobre 1944 en mer du Nord. Après la Seconde Guerre mondiale, il cesse les manœuvres le 23 juin 1945 et mis en réserve au HMNB Portsmouth le 7 août 1945. Il est démoli à Troon le 13 février 1946.